# Ласло Фоно
Ласло Фоно (угор. László Fonó; нар. 9 квітня 1981) — колишній угорський тенісист.
Найвищу одиночну позицію світового рейтингу — 608 місце досяг 8 березня 2004, парну — 407 місце — 8 березня 2004 року.

## Фінали ITF Ф'ючерс

### Одиночний розряд: 1 (0–1)
| Результат | В-П | Дата     | Турнір                      | Покриття | Суперник    | Рахунок  |
| --------- | --- | -------- | --------------------------- | -------- | ----------- | -------- |
| Поразка   | 0–1 | Лип 2001 | Угорщина F2, Печ (Угорщина) | Ґрунт    | Ізток Божич | 4–6, 2–6 |

### Парний розряд: 4 (2–2)
| Результат | В-П | Дата     | Турнір                    | Покриття | Партнер           | Суперники                      | Рахунок          |
| --------- | --- | -------- | ------------------------- | -------- | ----------------- | ------------------------------ | ---------------- |
| Перемога  | 1–0 | Чер 1998 | Угорщина F2, Будапешт     | Ґрунт    | Крістіан Керестеш | Корнель Бардоцький Міклош Янчо | 6–1, 7–6         |
| Поразка   | 1–1 | Сер 2002 | Словаччина F5, Ружомберок | Ґрунт    | Гергей Кішдєрдь   | Давід Мікета Мартін Штепанек   | 0–6, 7–6(6), 2–6 |
| Перемога  | 2–1 | Сер 2003 | Румунія F9, Бухарест      | Ґрунт    | Шебе Кіш          | Олів'є Малькор Ніколя Ренаван  | w/o              |
| Поразка   | 2–2 | Жов 2003 | Ямайка F10, Монтего-Бей   | Тверде   | Дьордь Балаш      | Ден Кірнан Девід Шервуд        | 6–7(5), 2–6      |